# Stormworks: Build and Rescue
Stormworks: Build and Rescue é um videogame de simulação desenvolvido e publicado pelo estúdio britânico Sunfire Software. O jogo foi lançado como um título de acesso antecipado em fevereiro de 2018 para Windows e Mac; e está recebendo atualizações frequentes através do Steam. Ele deixou o acesso antecipado em 17 de setembro de 2020.